# New Buffalo (Michigan)
New Buffalo è un comune degli Stati Uniti d'America, situato nello Stato del Michigan, nella contea di Berrien.